# Estuário da Gironda

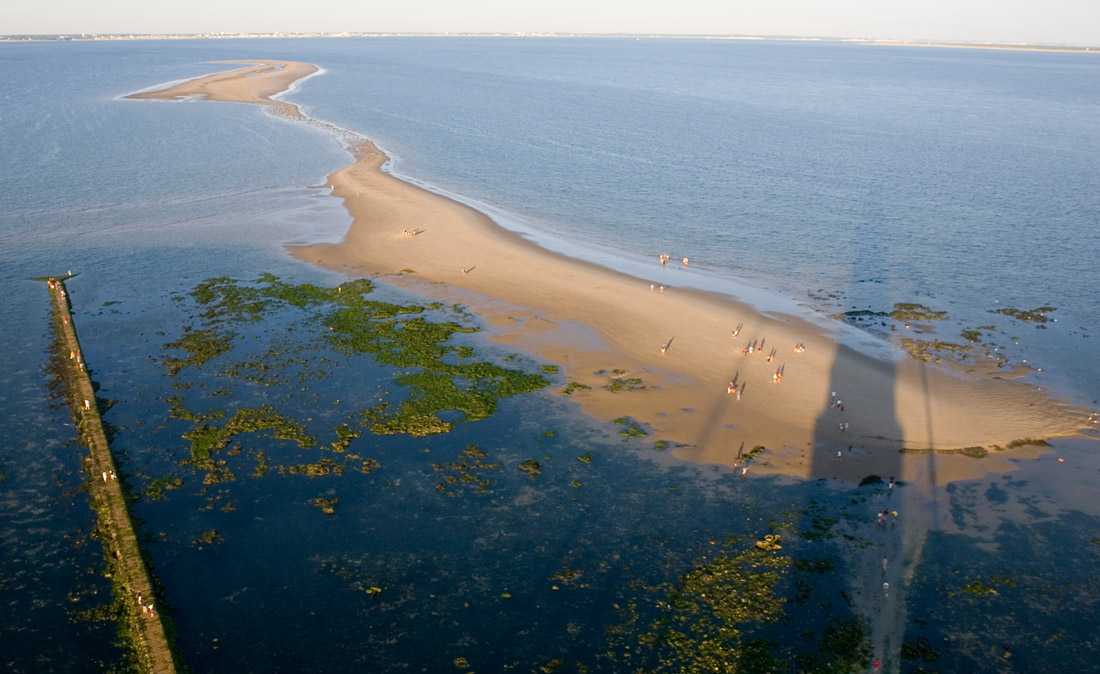
Cordões dunares no estuário da Gironda

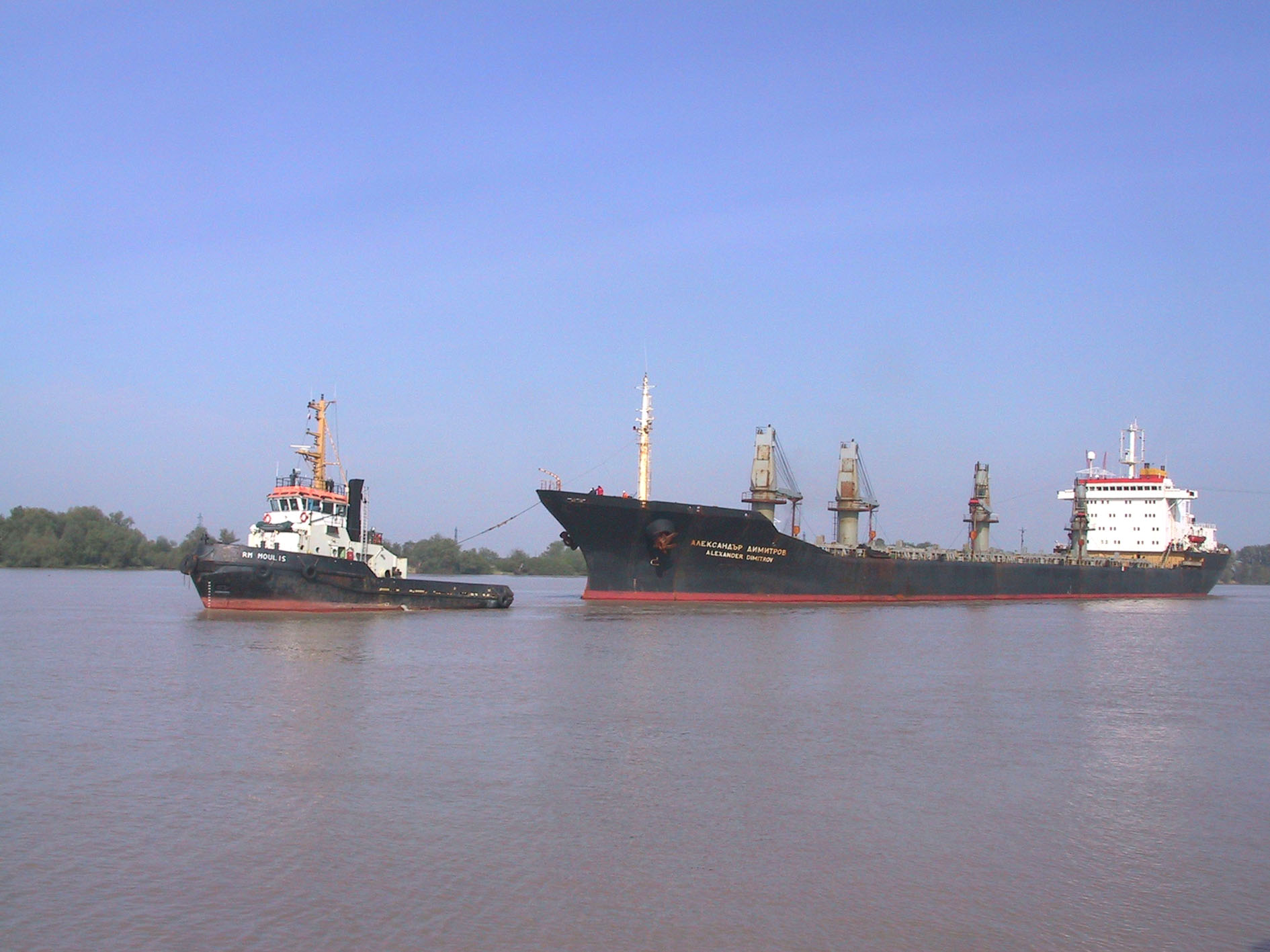
Rebocador no estuário.

O estuário da Gironda ou simplesmente Gironda (em francês:  estuaire de la Gironde,  em occitano:  Gironda, em sântone: Ghironde) é um grande estuário navegável (erradamente chamado por vezes "rio") localizado no sudoeste de França e que se forma pelo encontro entre dois rios, o Dordogne e o Garona, perto do centro de Bordéus. Administrativamente está dividido entre os departamentos de Aquitânia e Poitou-Charentes.
Estendendo-se por 635 km², é o maior estuário da Europa ocidental.
O estuário da Gironda tem cerca de 65 km de comprimento e 3 a 11 km de largura. O departamento da Gironda tem o seu nome. Tem fortes correntes de maré e por isso a navegação tem de ser feita com cuidado.

## Ilhas da Gironda

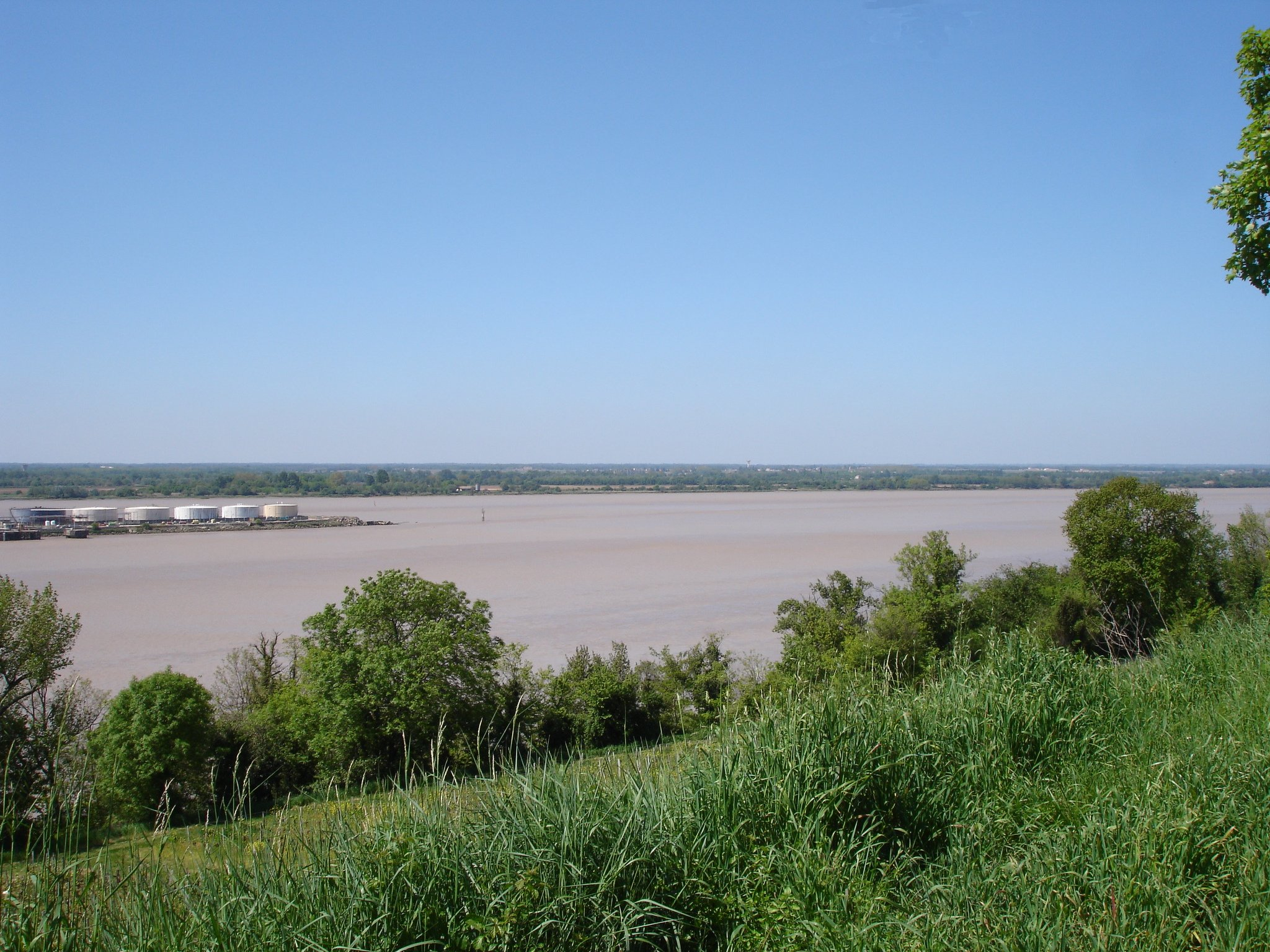
Vista do estuário em Bec d'Ambes.

Dentro do estuário, entre a Pointe de Grave na costa e o bec d’Ambes há uma série de pequenas ilhas.
A ilha de Patiras tem 200 ha de área, com um farol para ajudar a navegar no estuário. Aí se cultiva vinha e milho.
As ilhas Sans-Pain e Bouchaud estão atualmente virtualmente unidas devido ao progressivo depósito de materiais e chamam-se conjuntamente ilha Nouvelle. No total têm 265 ha e são propriedade do Conservatoire du Littoral e dirigidas pelo Departamento da Gironda.
A ilha Paté tem cerca de 13 ha e em 2006 era de propriedade privada. Tem um forte histórico construido entre 1685 e 1693 como parte do programa nacional de fortificação desenhado por Vauban. O edifício tem forma oval, de cerca de 12 m de alto e em principio estava equipado com 30 canhoneiras. O conjunto Fort Paté, Fort Médoc e Cidadela de Blaye defendiam o estuário e Bordéus. Durante a Revolução francesa o forte foi usado como prisão para sacerdotes.
Em 2006, o Conseil General decidiu fazer da ilha uma ZPENS (zona preventiva de espaço natural sensível). O estatuto de ZPENS protege a ilha do desenvolvimento. Se o proprietário desejar vender a ilha então o Departamento tem direito de preferência. Após dois meses o Conservatoire National du Littoral tem o direito de preferência seguinte e depois de outros dois meses a cidade de Blaye tem direito de preferência final para adquirir a ilha.
As ilhas Verte, du Nord e Cazeau totalizam cerca de 800 ha e devido ao seu estado natural proporcionam um bom ponto de paragem para aves migratórias.

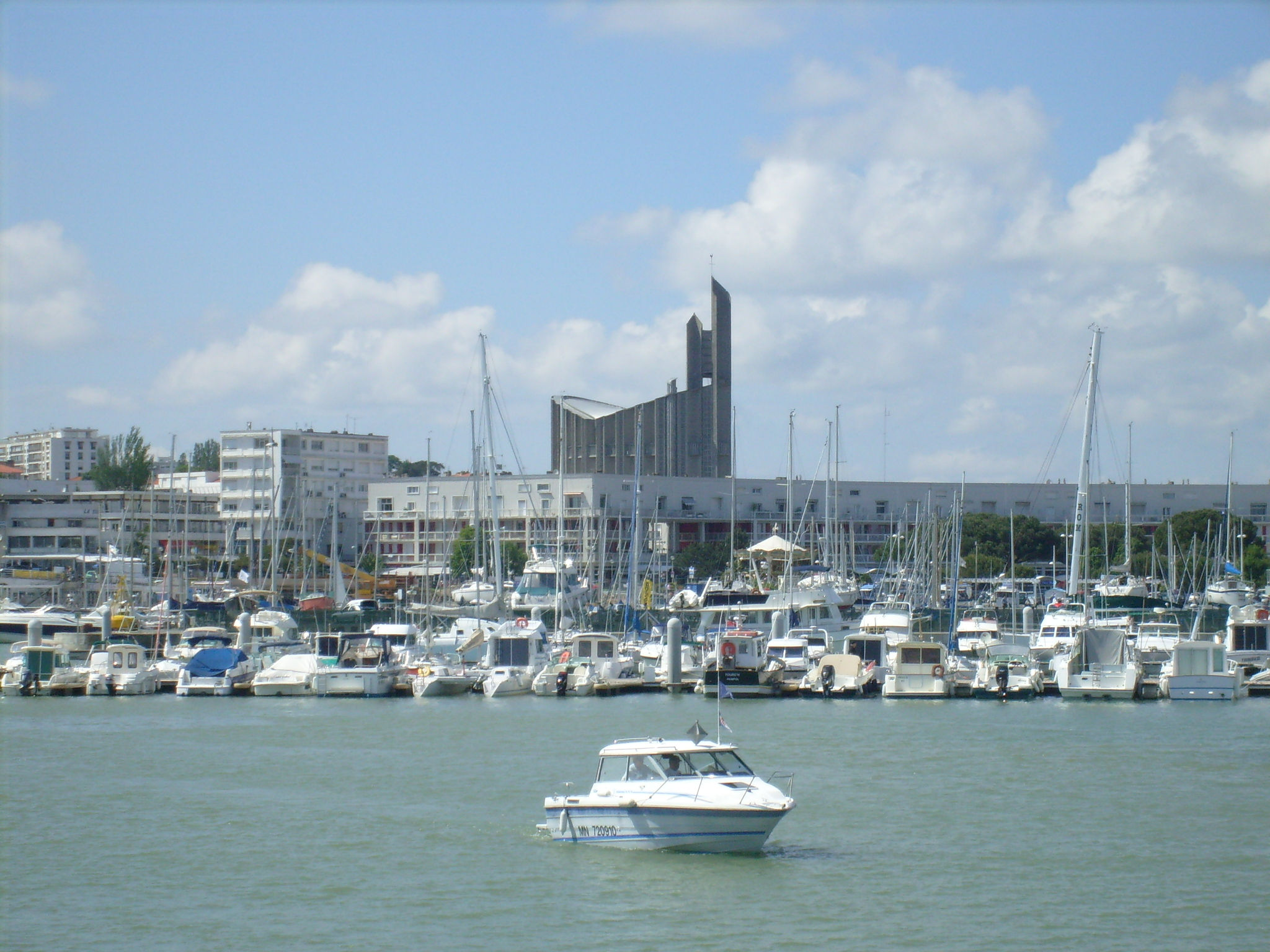
Vista do porto desportivo de Port Royan, nas margens do estuário.

Margaux tem 25 ha e em 2005 tinha 14 ha dedicados à vinha; é parte da famosa região vinícola de Médoc.

## História
A Gironda foi o cenário da Operação Frankton, uma operação das forças especiais britânicas durante a Segunda Guerra Mundial empreendida com o intuito objetivo de destruir os barcos amarrados nos portos de Bordéus.

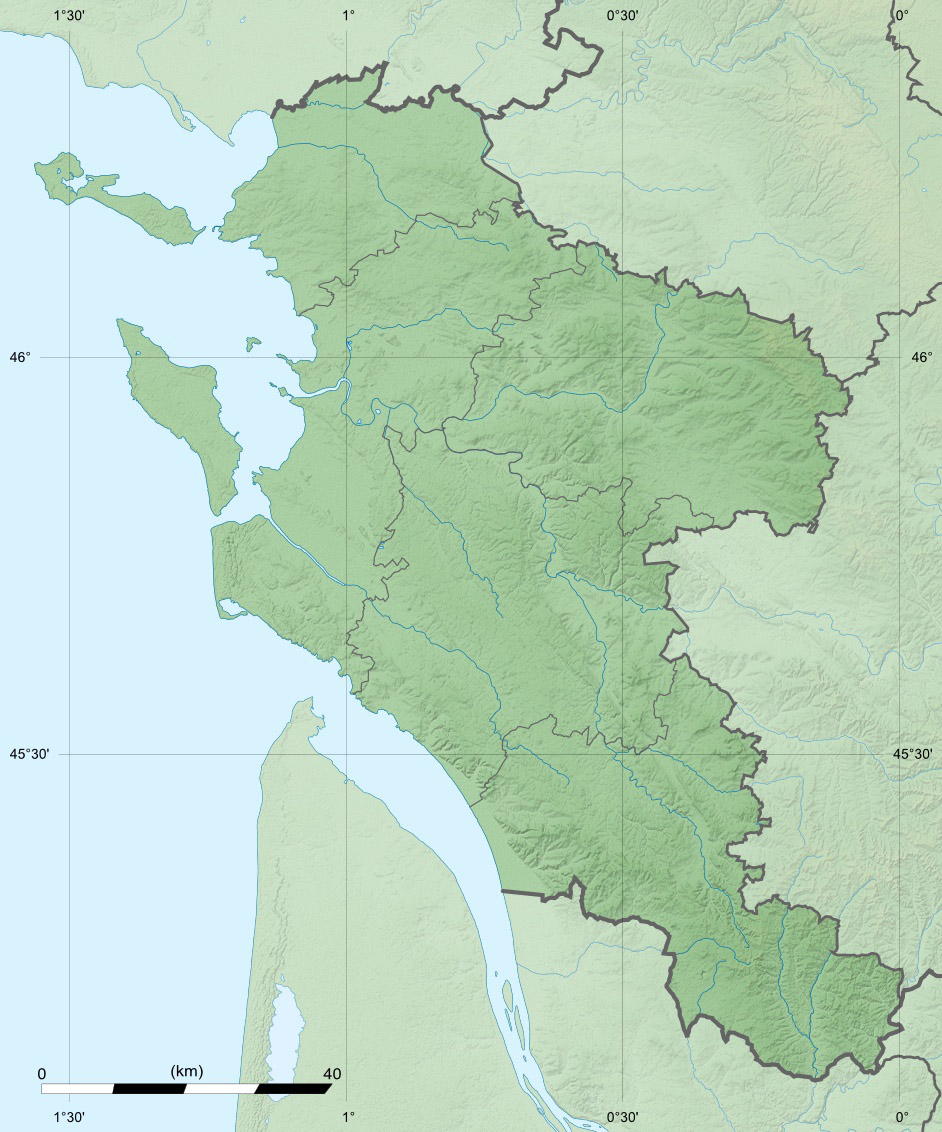
O estuário fica a sul do departamento de Charente-Maritime.